# 格勒沃內什蒂鄉
46°15′N 27°23′E / 46.250°N 27.383°E
格勒沃內什蒂鄉（羅馬尼亞語：Comuna Glăvănești, Bacău），是羅馬尼亞的鄉份，位於該國東北部，由巴克烏縣負責管轄，面積64平方公里，海拔高度140米，2007年人口3,571，人口密度每平方公里56人。